# Medal jubileuszowy „75-lecia zwycięstwa w Wielkiej Wojnie Ojczyźnianej 1941–1945”
Medal jubileuszowy „75-lecia zwycięstwa w Wielkiej Wojnie Ojczyźnianej 1941–1945” (ros. Юбилейная медаль «75 лет Победы в Великой Отечественной войне 1941—1945 гг.») – jubileuszowy rosyjski medal, ustanowiony 13 czerwca 2019 roku dla uczczenia 75. rocznicy zwycięstwa w wielkiej wojnie ojczyźnianej. Medal przyznawany był między innymi weteranom Sił Zbrojnych ZSRR, partyzantom i członkom podziemia. Medal jest wykonany z tombaku; na jego awersie znajduje się wizerunek radzieckiego żołnierza z pepeszą, piszącego na murze napis Победа (Zwycięstwo) oraz lata 1945–2020, zaś na rewersie znajdują się napis 75 лет Победы в Великой Отечественной войне 1941–1945 (75 lat zwycięstwa w wielkiej wojnie ojczyźnianej), radziecka pięcioramienna gwiazda i wieniec laurowy.